# Selina Henriksson
Maria Selina Nicole Henriksson, född 17 augusti 1998, är en svensk fotbollsspelare som spelar för Piteå IF.

## Klubbkarriär
Henrikssons moderklubb är Kiruna FF. Hösten 2014 gick hon till Umeå IK. Henriksson spelade tre säsonger för Umeå IK i Damallsvenskan och Elitettan.
I december 2017 värvades Henriksson av Piteå IF, där hon skrev på ett ettårskontrakt. I november 2018 skrev Henriksson på ett nytt 1+1-årskontrakt. I oktober 2019 valde hon att utnyttja optionsåret och förlängde sitt kontrakt över säsongen 2020. Hon missade hela säsongen 2020 på grund av en korsbandsskada. I december 2020 förlängde Henriksson sitt kontrakt med ett år. I november 2021 förlängde hon sitt kontrakt med tre år. I november 2024 förlängde Henriksson sitt kontrakt med två år.

## Landslagskarriär
Henriksson har spelat 14 landskamper för Sveriges U19-landslag och åtta landskamper för U23-landslaget.

## Meriter
Piteå IF
- Svensk mästare: 2018
- Svensk cupvinnare: 2023/2024